# Rubus suus
Rubus suus är en rosväxtart som beskrevs av Liberty Hyde Bailey. Rubus suus ingår i släktet rubusar, och familjen rosväxter. Inga underarter finns listade i Catalogue of Life.